# Antonio Vittorioso
Antonio Vittorioso (Roma, 9 gennaio 1973) è un pallanuotista e allenatore di pallanuoto italiano.

## Carriera
Con la nazionale italiana ha conquistato il bronzo europeo a Firenze 1999 ed ha partecipato ad un'edizione delle Olimpiadi e ad una dei mondiali. Con la Roma conquistò uno scudetto, una Coppa LEN e disputò due finali europee, una di Coppa delle Coppe ed una di Supercoppa LEN. Ha vinto anche altre due Coppe LEN, una con il Pescara (squadra con cui giocò anche una finale scudetto) e con il Brescia. Dopo aver intrapreso nel 2015 la carriera di allenatore nella Lazio, in Serie A1, rientra in vasca e contemporaneamente allena le giovanili del Setteroma, della Roma Vis Nova, della Roma 2007 e dell'Olympic Roma. Nel 2022 è tornato nuovamente ad indossare la calottina della Lazio. Nel 2024 si trasferisce al Grifone Nuoto, squadra di cui è anche tra i fondatori e allenatore delle giovanili, con cui al termine del campionato è promosso in Serie B.

## Palmarès

### Club
- Campionato italiano: 1

Roma: 1999
- Coppe LEN: 3

Roma: 1994
Pescara: 1996
Leonessa: 2006

### Nazionale
- Europei

Firenze 1999: 
- Coppa del Mondo

Sydney 1999: 
- Universiadi

Palermo 1997: 
- Giochi del Mediterraneo

Almería 2005: 

### Nazionale Giovanile
- Coppa del Mondo Juniores: 1

1993